# Nattawut Saikua
Nattawut Saikua (tiếng Thái: ณัฐวุฒิ ใสยเกื้อ; RTGS: Natthawut Sai-kuea;sinh ngày 4 tháng 6 năm 1975) là một chính trị gia Thái Lan. Ông là tổng thư ký, phát ngôn viên và là một thủ lĩnh chủ chốt của Mặt trận Dân chủ chống Độc tài (phong trào "áo đỏ"). Ngoài ra, ông còn là một thành viên của Quốc hội Thái Lan cho Đảng Vì nước Thái.